# José Miguel Pey
José Miguel Pey y Andrade (Santafé de Bogotá, 11 de marzo de 1763-Ibídem, 17 de agosto de 1838) fue un estadista, abogado, militar colombiano. Fue presidente de la Suprema Junta de la Nueva Granada y presidente de la Nueva Granada entre 1811-1819, 1815 y copresidente en 1831. También fue alcalde de Bogotá.
Es considerado como el primer presidente de Colombia.

## Orígenes
José Miguel Pey y Andrade nació en Santafé de Bogotá el 11 de marzo de 1763, siendo hijo del oidor de la Real Audiencia Juan Francisco Pey y de María Ignacia de Andrade. 
Estudió en el Colegio de San Bartolomé, y se graduó allí como abogado en 1787. Contrajo nupcias con Juana Hipólita Bastidas.

### Ascenso al poder
En el gobierno del virrey Antonio Amar y Borbón, Pey fue nombrado alcalde ordinario de primer voto de Santafé de Bogotá, en sustitución de José Antonio de Ugarte, en 1810. Por ello pudo participar en los sucesos del 20 de julio de 1810, salvando la vida de José González Llorente, quien era perseguido por los santafereños, luego de injuriarlos.
José Acevedo y Gómez lo nombró vicepresidente de la Junta Suprema de Gobierno, la cual fue creada en el Cabildo Abierto que se realizó el 20 de julio -la presidencia quedó a cargo del virrey Amar y Borbón-. Le correspondió a Pey presidir la Junta Suprema. Fue esta junta la que redactó el acta de independencia de Cundinamarca, siendo Pey uno de sus firmantes.

## Primera presidencia (1810-1811)
Una vez estalló la revuelta del 20 de julio, Pey no tardó en mostrar su malicia revolucionaria: decretó la orden de arresto contra el virrey Antonio Amar y Borbón. El 13 de agosto de 1810 el virrey y su esposa fueron apresados y al día siguiente Pey facilitó su salida furtiva de la capital hacia Cartagena de Indias. Desde allí la pareja se dirigió hacia La Habana. Este ardid convirtió a Pey en el primer neogranadino y criollo en ejercer el poder ejecutivo en su país.
En septiembre de 1810, decretó el fin de los resguardos indígenas en la Nueva Granada, permitiendo así a los hacendados criollos hacerse de las mejores tierras de dichos resguardos. El redactor del decreto fue Camilo Torres. 
En diciembre de 1810 comunicó al primer congreso de las provincias de la Nueva Granada reunido en Santafé, que estaba en desacuerdo con la anexión de Sogamoso como provincia, dado que sus habitantes eran indígenas (a quienes se consideraba como enajenados mentales, y por tanto carecían de capacidad jurídica o facultades para tomar decisiones como ciudadanos).
Su hermano, el arcediano de la Catedral Primada de Colombia, Juan Bautista Pey, ejerció amplia influencia en los clérigos neogranadinos, fomentando en ellos el sentimiento patrio pro independista.
Entregó el poder el 1 de abril de 1811 a Jorge Tadeo Lozano, quien fue elegido presidente.

## Gobernador de Cundinamarca (1814-1815)
El 20 de diciembre de 1814, Pey fue nombrado gobernador de la provincia de Cundinamarca, que acababa de incorporarse a las Provincias Unidas de la Nueva Granada el 12 de diciembre de ese año.

## Segunda presidencia (1815)
Ocupó la presidencia de las Provincias Unidas del 28 de marzo de 1815 al 28 de julio de 1815, en virtud del triunvirato integrado por él, Manuel Rodríguez Torices y Antonio Villavicencio. El triunvirato fue creado por el Congreso de las provincias y se estableció que el mandato se rotaría entre los triunviros cada cuatro meses. Fue prescedido por García Rovira
Entregó el poder el 28 de julio de 1815 a Rodríguez Torice, quien renunció en agosto por problemas con el triunvirato, puesto que el órgano sufrió un intento de derrocamiento en 1815.
En 1825 era general de brigada y en 1828 general de división.

## Tercera presidencia (1831)
El 30 de abril de 1831, después de la renuncia del presidente Rafael Urdaneta, el Congreso creó un ejecutivo plural de tres miembros, que delegó los poderes de la presidencia a Juan García del Río,  Jerónimo Gutiérrez de Mendoza y Pey. Pey fue nombrado como ministro de guerra.   
Este ejecutivo plural se terminó el 2 de mayo de 1831, cuando Mosquera regresó al poder. Sin embargo el vicepresidente de Mosquera, el general Domingo Caycedo tomó el poder y lo ostentó hasta noviembre de 1831, con el apoyo del Consejo de Estado -órgano fundado por el mismo Bolívar-.

## Últimos años
Murió a la edad de 75 años, el 17 de agosto de 1838 en la ciudad de Bogotá.

## Homenajes
Uno de los Batallones de la Primera División del Ejército Nacional de Colombia lleva su nombre.